# Coccorchestes fluviatilis
Coccorchestes fluviatilis är en spindelart som beskrevs av Balogh 1980. Coccorchestes fluviatilis ingår i släktet Coccorchestes och familjen hoppspindlar. Inga underarter finns listade i Catalogue of Life.